# Piperia
Piperia is een geslacht van terrestrische orchideeën uit het westen van Noord-Amerika. Het geslacht wordt ook door sommige auteurs opgenomen in het geslacht Platanthera (Nachtorchis).

## Naamgeving en etymologie
Piperia is vernoemd naar de Amerikaanse botanicus Charles Vancouver Piper (1867-1926).

## Kenmerken
Piperia-soorten zijn terrestrische, overblijvende planten (geofyten), die overwinteren met ondergrondse rizomen. De bloemstengel draagt onderaan twee stengelbladeren en aan de tope een cilindrische aar of tros.

## Soorten
- Piperia candida
- Piperia colemanii
- Piperia cooperi
- Piperia elegans
- Piperia elongata
- Piperia leptopetala
- Piperia michaelii
- Piperia transversa
- Piperia unalascensis
- Piperia yadonii